# Didymocarpus poilanei
Didymocarpus poilanei är en tvåhjärtbladig växtart som beskrevs av François Pellegrin. Didymocarpus poilanei ingår i släktet Didymocarpus och familjen Gesneriaceae. Inga underarter finns listade i Catalogue of Life.